# Anton Yelchin
Anton Viktorovich Yelchin (tiếng Nga: Анто́н Ви́кторович Ельчи́н; 11 tháng 3 năm 1989 – 19 tháng 6 năm 2016) là một diễn viên điện ảnh và truyền hình người Mỹ, nổi tiếng với vai diễn Pavel Chekov trong loạt phim Star Trek và trong nhiều bộ phim khác.
Anh bắt đầu diễn xuất vào cuối những năm 1990, xuất hiện trong nhiều vai diễn truyền hình và phim Hollywood Along Came a Spider và Hearts in Atlantis (2001). Vai diễn Jacob Clarke trong loạt phim Taken của đạo diễn Steven Spielberg đánh dấu bước quan trọng trong sự nghiệp của anh. Anh sau đó xuất hiện trong phim truyền hình Huff và đóng trong phim Terminator Salvation (2009), Charlie Bartlett (2007), Fright Night (2011), Like Crazy (2011) và Only Lovers Left Alive (2013). Anh góp mặt trong Star Trek (2009) và Star Trek Into Darkness (2013), với vai diễn sau khi mất trong Star Trek Beyond (2016).

## Đời tư
Yelchin sinh ngày 11 tháng 3 năm 1989 ở Leningrad, Xô Viết (giờ đây là Saint Petersburg, Nga). Bố mẹ anh, Irina Korina và Viktor Yelchin, là cặp vận động viên trượt băng tham gia tại Leningrad Ice Ballet suốt 15 năm. Gia đình anh là người Do thái; tại Xô Viết, họ phải chịu sự đàn áp về tôn giáo và chính trị. Yelchin phát biểu: "Ông bà tôi phải chịu đựng nhiều điều mà tôi không thể hiểu được dưới ách thống trị của Stalin."
Bố mẹ của Yelchin là cặp vận động viên xếp thứ 3 trên toàn quốc; dù đủ tư cách tham gia kỳ Thế vận hội Mùa đông 1972, nhưng chính quyền Xô Viết không cho phép (Yelchin nói rằng lý do này không chính xác: "Tôi không nhớ chính xác lý do – vì chúng tôi là người Do thái hay KGB không muốn chúng tôi đi"). Gia đình anh dời đến Hoa Kỳ vào tháng 9 năm 1989, khi Anton mới 6 tháng tuổi và được Bộ Ngoại giao Hoa Kỳ xếp vào tình trạng tị nạn. Mẹ của Yelchin làm việc như một biên đạo múa trượt băng và bố anh là một huấn luyện viên bộ môn trượt băng nghệ thuật, là người thầy đầu tiên của Sasha Cohen. Chú của Yelchin là nhà văn và họa sĩ Eugene Yelchin.
Trong một bài báo của Los Angeles Times vào tháng 12 năm 1989, mẹ của Yelchin khẳng định "Một người phụ nữ thấy Anton và bảo 'Cậu bé thật đẹp. Cậu ấy sẽ là một diễn viên.'" Yelchin cho rằng mình trượt băng "không giỏi mấy". Anh từng cho trong ban nhạc punk tên là The Hammerheads, trước khi nhóm giải thể. Anh thích chơi guitar và hâm mộ dòng nhạc acoustic blues. Anh theo học trường Sherman Oaks Center for Enriched Studies ở Tarzana, California và đến Đại học Nam California mùa thu năm 2007 để học về điện ảnh.

## Sự nghiệp

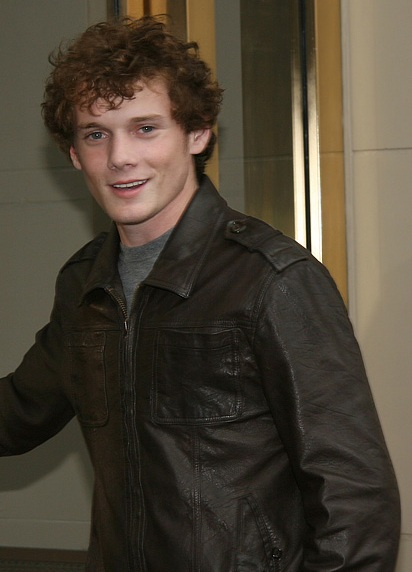
Yelchin tại Liên hoan phim quốc tế Toronto 2008.

Yelchin khởi nghiệp diễn xuất khi mới 9 tuổi trong phim độc lập A Man is Mostly Water. Những vai diễn sớm nhất của anh bao gồm Jackson trong A Time for Dancing, Milo trong Delivering Milo, Tommy Warshaw trong House of D và Jacob Clarke trong Taken. Anh là khách mời trong một tập phim Curb Your Enthusiasm và vai Byrd Huffstodt, con trai của Dr. Craig "Huff" Huffstodt (Hank Azaria) trong phim truyền hình Huff từ năm 2004 đến 2006. Năm 2006, anh xuất hiện trong tập phim "Tru Love" của chương trình Law & Order: Criminal Intent. Anh nổi tiếng nhờ vai diễn Bobby Garfield trong Hearts in Atlantis (2001), giúp anh thắng giải Young Artist Awards 2002 cho "Nam diễn viên điện ảnh chính xuất sắc nhất." Anh cũng góp mặt trong tập phim "Sex, Birth & Death" của chương trình Criminal Minds.
Yelchin đóng vai chính trong phim ly kỳ Alpha Dog (2007). Anh vào vai Zack Mazursky, một nhân vật dựa trên nạn nhân bị ám sát có thật Nicholas Markowitz. USA Today gọi diễn xuất của anh "dễ mến một cách đau đớn". Cùng năm, Yelchin xuất hiện trong phim chính kịch phát hành giới hạn Fierce People bên cạnh Diane Lane, Donald Sutherland và Chris Evans. Năm 2008, Yelchin diễn vai chính trong Charlie Bartlett, kể về một nhân vật tuổi thiếu niên giàu có. Sau đó, Yelchin góp mặt cùng nhóm nhạc người Nga t.A.T.u. trong bộ phim You and I, ghi hình vào mùa hè năm 2007 và diễn xuất cùng Susan Sarandon và Justin Chatwin trong Middle of Nowhere. Năm 2009, anh đóng vai Pavel Chekov trong bộ phim Star Trek thứ 11 và Kyle Reese trong Terminator Salvation.
Năm 2011, Yelchin hóa thân thành Charley Brewster trong phiên bản làm lại của bộ phim Fright Night, do Craig Gillespie đạo diễn, diễn vai chính trong phim lãng mạn chính kịch Like Crazy, lồng tiếng nhân vật Tí vụng về trong phiên bản điện ảnh The Smurfs và phim tiếp nối. Anh lồng tiếng nhân vật Albino Pirate trong phim hoạt hình The Pirates! In an Adventure with Scientists! (2012). Anh trở lại vai Chekov trong Star Trek Into Darkness (2013) và đóng vai chính trong phim ly kỳ Odd Thomas. Anh dự định lồng tiếng nhân vật Jim trong phim Trollhunters của Guillermo del Toro.

## Qua đời
Rạng sáng ngày 19 tháng 6 năm 2016, bạn bè phát hiện Yelchin chết giữa chiếc xe Jeep Grand Cherokee đời 2015 của anh và cột gạch dùng để làm hộp thư bên ngoài nhà của anh trong khu Studio City, California. Tai nạn này được xem là hi hữu. Yelchin ra khỏi xe khi đang bên trong lối ra vào xe của ngôi nhà thì chiếc xe lăn ngược về phía sau đụng anh và anh bị kẹt giữa chiếc xe và cột gạch hộp thư cùng hàng rào an ninh. Anh được tuyên bố là đã chết ngày hôm đó.
Văn phòng Sở pháp y quận Los Angeles tìm ra nguyên nhân cái chết của anh là do bị chấn thương nặng vùng ngưc và cho biết thêm là "không có bất cứ nghi vấn gì khác quanh vụ việc." Chiếc xe Jeep của anh nằm trong số các kiểu xe Fiat Chrysler được thông báo thu hồi vì lỗi hộp số có thể dẫn đến việc xe có thể lăn ngược bất chợt. Trong lúc thông báo thu hồi mới bắt đầu đưa ra (trước khi Yelchin chết) thì chưa có chiếc xe nào nằm trong danh sách thu hồi được sửa chữa.

## Sự nghiệp điện ảnh

### Điện ảnh
| Năm  | Tựa đề                                       | Vai                           | Ghi chú                          |
| ---- | -------------------------------------------- | ----------------------------- | -------------------------------- |
| 2000 | A Man Is Mostly Water                        | Augie                         |                                  |
| 2001 | Delivering Milo                              | Milo                          |                                  |
| 2001 | 15 Minutes                                   | Boy in Burning Building       |                                  |
| 2001 | Along Came a Spider                          | Dimitri Starodubov            |                                  |
| 2001 | Hearts in Atlantis                           | Bobby Garfield                |                                  |
| 2002 | Rooftop Kisses                               | Charlie                       |                                  |
| 2004 | House of D                                   | Tom Warshaw                   |                                  |
| 2005 | Fierce People                                | Finn Earl                     |                                  |
| 2006 | Alpha Dog                                    | Zack Mazursky                 |                                  |
| 2007 | Charlie Bartlett                             | Charlie Bartlett              |                                  |
| 2008 | New York, I Love You                         | Boy in the Park               | Phần: "Brett Ratner"             |
| 2008 | Middle of Nowhere                            | Dorian Spitz                  |                                  |
| 2009 | Star Trek                                    | Pavel Chekov                  |                                  |
| 2009 | Terminator Salvation                         | Kyle Reese                    |                                  |
| 2010 | Memoirs of a Teenage Amnesiac                | Ace Zuckerman                 |                                  |
| 2011 | Like Crazy                                   | Jacob Helm                    |                                  |
| 2011 | You and I                                    | Edvard Nikitin                |                                  |
| 2011 | The Beaver                                   | Porter Black                  |                                  |
| 2011 | The Smurfs                                   | Clumsy Smurf (lồng tiếng)     |                                  |
| 2011 | Fright Night                                 | Charley Brewster              |                                  |
| 2011 | The Smurfs: A Christmas Carol                | Clumsy Smurf (lồng tiếng)     | Phim ngắn                        |
| 2012 | The Pirates! In an Adventure with Scientists | Albino Pirate (lồng tiếng)    | Phiên bản Mỹ                     |
| 2013 | Movie 43                                     | Necrophiliac worker at morgue | Cảnh bị cắt                      |
| 2013 | From Up on Poppy Hill                        | Shun Kazamada (lồng tiếng)    | Phiên bản tiếng Anh              |
| 2013 | Odd Thomas                                   | Odd Thomas                    | Phát hành giới hạn và trên video |
| 2013 | Star Trek Into Darkness                      | Pavel Chekov                  |                                  |
| 2013 | Only Lovers Left Alive                       | Ian                           |                                  |
| 2013 | The Smurfs: The Legend of Smurfy Hollow      | Clumsy Smurf (lồng tiếng)     | Phim ngắn                        |
| 2013 | The Smurfs 2                                 | Clumsy Smurf (lồng tiếng)     |                                  |
| 2014 | Rudderless                                   | Quentin                       | Phát hành giới hạn và trên video |
| 2014 | 5 to 7                                       | Brian Bloom                   |                                  |
| 2014 | The Apprentice                               | Wayne                         | Phim ngắn                        |
| 2014 | Cymbeline                                    | Cloten                        |                                  |
| 2014 | Burying the Ex                               | Max                           | Phát hành giới hạn và trên video |
| 2014 | Dying of the Light                           | Milton Schultz                | Phát hành giới hạn và trên video |
| 2015 | Experimenter                                 | Rensaleer                     |                                  |
| 2015 | Broken Horses                                | Jacob Heckum                  | Phát hành giới hạn và trên video |
| 2015 | The Driftless Area                           | Pierre                        |                                  |
| 2015 | Green Room                                   | Pat                           |                                  |
| 2015 | Unity                                        | Dẫn chuyện                    | Phim tài liệu                    |
| 2016 | Star Trek Beyond                             | Pavel Chekov                  | Phát hành sau khi mất            |
| 2016 | We Don't Belong Here                         | Maxwell Green                 | Phát hành sau khi mất            |
| 2016 | Porto                                        | Jake Kleeman                  | Phát hành sau khi mất            |
| 2017 | Thoroughbred                                 |                               | Phát hành sau khi mất            |

### Truyền hình
| Năm       | Tựa đề                                  | Vai                       | Ghi chú                                       |
| --------- | --------------------------------------- | ------------------------- | --------------------------------------------- |
| 2000      | ER                                      | Robbie Edelstein          | Tập: "Be Still My Heart"                      |
| 2000      | Geppetto                                | Featured                  | Phim truyền hình                              |
| 2002      | Judging Amy                             | Davis Bishop              | Tập: "The Justice League of America"          |
| 2002      | Taken                                   | Jacob Clarke – Child      | 2 tập                                         |
| 2002      | The Practice                            | Justin Langer             | 2 tập                                         |
| 2003      | Without a Trace                         | Johnny Atkins             | Tập: "The Bus"                                |
| 2004      | Curb Your Enthusiasm                    | Stewart                   | Tập: "The Blind Date"                         |
| 2004      | NYPD Blue                               | Evan Grabber              | Tập: "Take My Wife, Please"                   |
| 2004      | Jack                                    | Jack                      | Phim truyền hình                              |
| 2004–2006 | Huff                                    | Byrd Huffstodt            | 25 tập                                        |
| 2006      | Law & Order: Criminal Intent            | Keith Tyler               | Tập: "Tru Love"                               |
| 2006      | Criminal Minds                          | Nathan Harris             | Tập: "Sex, Birth, Death"                      |
| 2011      | The Life & Times of Tim                 | Trent (lồng tiếng)        | Tập: "The Caddy's Shack/The Sausage Salesman" |
| 2015      | SuperMansion                            | Dudley (lồng tiếng)       | Tập: "Unfortunate Son"                        |
| 2016-2018 | Thợ săn yêu tinh: Truyền thuyết Arcadia | Jim Lake Jr. (lồng tiếng) |                                               |

### Trò chơi điện tử
| Năm  | Tựa đề    | Vai                       |
| ---- | --------- | ------------------------- |
| 2013 | Star Trek | Pavel Chekov (lồng tiếng) |

## Giải thưởng và đề cử
| Năm  | Giải thưởng                                        | Hạng mục                                      | Nội dung đề cử     | Phương tiện | Kết quả   |
| ---- | -------------------------------------------------- | --------------------------------------------- | ------------------ | ----------- | --------- |
| 2002 | Giải phê bình điện ảnh Phoenix                     | Diễn xuất trẻ xuất sắc nhất                   | Hearts in Atlantis | Điện ảnh    | Đề cử     |
| 2002 | Young Artist Award                                 | Nam diễn viên điện ảnh chính xuất sắc nhất    | Hearts in Atlantis | Điện ảnh    | Đoạt giải |
| 2003 | Young Artist Award                                 | Nam diễn viên truyền hình phụ xuất sắc nhất   | Taken              | Truyền hình | Đề cử     |
| 2005 | Young Artist Award                                 | Nam diễn viên truyền hình chính xuất sắc nhất | Jack               | Truyền hình | Đề cử     |
| 2009 | Boston Society of Film Critics Awards              | Dàn diễn viên xuất sắc nhất                   | Star Trek          | Điện ảnh    | Đoạt giải |
| 2009 | Washington DC Area Film Critics Association Awards | Dàn diễn viên xuất sắc nhất                   | Star Trek          | Điện ảnh    | Đề cử     |
| 2010 | Broadcast Film Critics Association Awards          | Dàn diễn viên xuất sắc nhất                   | Star Trek          | Điện ảnh    | Đề cử     |